# Ubaldo Righetti
Ubaldo Righetti, né le 1er mars 1963 à Sermoneta, dans la province de Latina, est un footballeur international italien. Il évoluait au poste de défenseur, principalement à l'AS Rome et en équipe d'Italie.
Il est l'oncle de la top model Elena Santarelli, et le beau-père du footballeur Bernardo Corradi.

## Biographie

### En club
Ubaldo Righetti commence sa carrière à l'AS Rome. Avec cette équipe, il remporte un titre de champion d'Italie, et deux Coupes d'Italie.
Il dispute 9 matchs en Coupe d'Europe des clubs champions avec le club romain. Il atteint la finale de cette compétition en 1984, en étant battu par le club anglais de Liverpool.
Righetti joue ensuite en faveur de l'Udinese Calcio, de l'US Lecce, et du Delfino Pescara.
Son bilan dans les championnats professionnels italiens (Serie A & Serie B) s'élève à 276 matchs joués, pour 3 buts marqués.

### En équipe nationale
Righetti participe à la Coupe du monde des moins de 20 ans 1981 organisée en Australie. Lors du mondial, il joue un match contre la Roumanie.
Righetti reçoit huit sélections en équipe d'Italie entre 1983 et 1985.
Il joue son premier match en équipe nationale le 16 novembre 1983 contre la Tchécoslovaquie, dans le cadre des éliminatoires du championnat d'Europe 1984. Il reçoit sa dernière sélection le 2 juin 1985 face au Mexique à l'occasion de la Copa Ciudad de Mexico.

## Clubs

### Joueur
- 1980–1987 :  AS Rome
- 1987–1988 :  Udinese Calcio
- 1988–1990 :  US Lecce
- 1990–1995 :  Pescara Calcio
- 1997-1998 :  AS Terracina

### Entraîneur
- 1999-2000 :  RC Angolana
- 2000-2001 :  Gela JT
- 2001 :  AS Lodigiani
- 2002-2003 :  Fano Calcio
- 2003-2004 :  SS Tivoli
- 2005 :  FC Vittoria

## Palmarès
- Champion d'Italie en 1983 avec l'AS Rome.
- Vainqueur de la Coupe d'Italie en 1984 et 1986 avec l'AS Rome.

## Distinctions personnelles
- Vainqueur du Trophée Bravo en 1984